# Natella Krasnikova
Natella Krasnikova, född den 14 oktober 1953 i Mogotja, Ryssland, är en sovjetisk landhockeyspelare.
Hon tog OS-brons i damernas landhockeyturnering i samband med de olympiska landhockeytävlingarna 1980 i Moskva.